# بنا رميد (عمد)

تعديل مصدري - تعديل

بنا رميد هي إحدى قرى  بمديرية عمد التابعة لمحافظة حضرموت، بلغ تعداد سكانها 39 نسمة حسب تعداد اليمن لعام 2004.